# 諾特河
52°18′28″N 13°38′37″E / 52.3076822°N 13.6435640°E

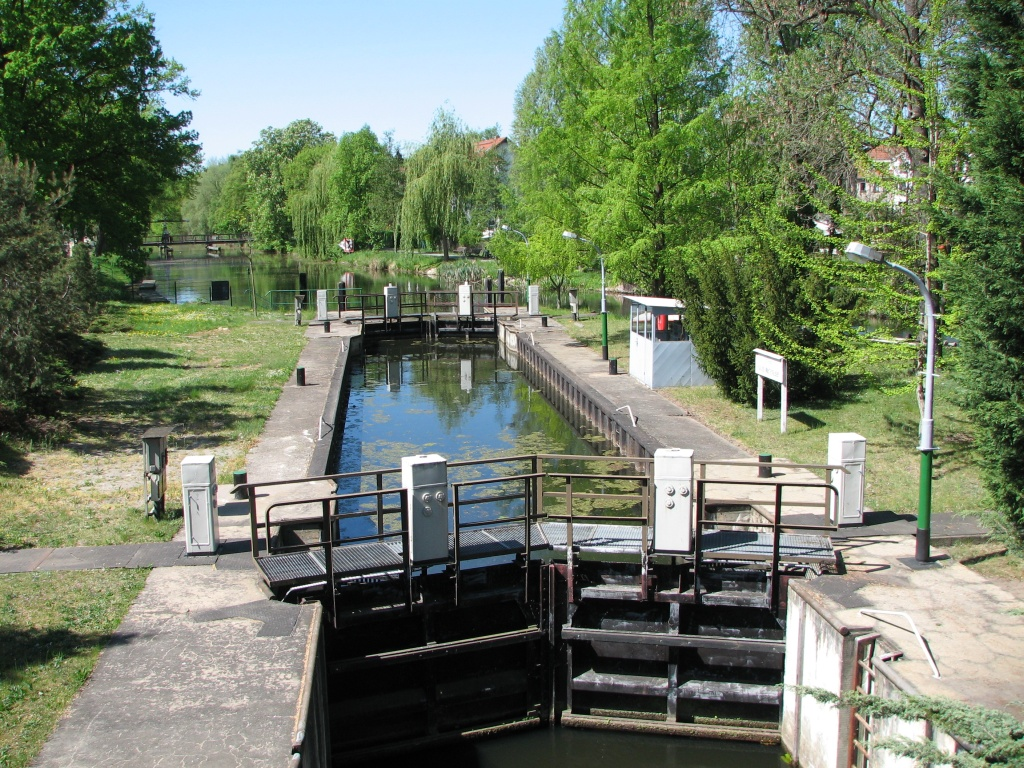

諾特河（德語：Notte），是德國的河流，位於該國東北部，由勃蘭登堡州負責管轄，屬於達默河的左支流，河道全長25公里，河口處在柯尼希斯武斯特豪森。